# Прирождённые убийцы
«Прирождённые уби́йцы» (англ. Natural Born Killers, США, 1994) — фильм Оливера Стоуна о паре серийных убийц Микки и Мэллори Нокс, колесивших по югу Америки в середине девяностых, совершивших десятки жесточайших убийств и ставших знаменитыми на весь мир. Фильм является сатирой на СМИ, которые широко используют насилие для повышения рейтингов, а также на современное общество в целом, где насилие и жестокость (особенно в семьях) приводят к появлению подобных «героев». Вероятно, основан на событиях, произошедших в Америке в 1950-х годах с участием Чарли Старквезера и Кэрил Энн Фьюгейт.
Фильм стал знаменитым не только благодаря множеству жестоких сцен, пародированию СМИ, множеству необычных визуальных приёмов — но и по причине появления «последователей» — людей, совершивших настоящие преступления после однократного или многократного просмотров.

## Сюжет
Фильм начинается сценой, в которой Микки Нокс (Вуди Харрельсон) и его жена Мэллори (Джульетт Льюис) находятся в придорожном кафе. Когда Мэллори танцует у музыкального автомата, к ней начинает приставать охотник. Ей это очень сильно не нравится, и она бьёт его по лицу, а потом ногами. Охотник пытается сопротивляться, но Мэллори легко пресекает его попытки, и в конечном счёте он падает на пол. Она прыгает по нему, а затем убивает, сломав шею. В это время Микки убивает двух других охотников и официантку вместе с поварихой. Покидая кафе, они оставляют одного посетителя в живых для того, чтобы он смог «рассказать историю о Микки и Мэллори Нокс».
Сразу же после титров следует эпизод, рассказывающий о том, как кровожадная парочка повстречала друг друга. Микки был разносчиком мяса и доставлял заказ к дому, где проживает Мэллори вместе с отцом (Родни Дэнджерфилд), со стороны которого она постоянно испытывает сексуальную агрессию, матерью и своим младшим братом Кевином. Сцена представлена в виде ситкома с закадровым смехом, при этом зрители смеются громче, когда Мэллори подвергается похотливым комментариям и заигрыванию со стороны своего отвратительного отца. Когда Микки прибывает с доставкой говядины, он сразу же влюбляется в Мэллори и увозит её на свидание, угнав при этом машину её отца. За кражу автомобиля Микки арестован и заключён в тюрьму, но ему удаётся сбежать, и ночью он возвращается в дом к Мэллори. Вдвоём они убивают её отца, утопив его в аквариуме, и заживо сжигают её спящую мать. Десятилетнего брата Кевина они оставляют в живых. Затем Микки и Мэллори уезжают.
После этого эпизода события фильма возвращаются в настоящее время. Парочка продолжает свою кровавую поездку (которая имеет некоторые параллели с фильмом Бонни и Клайд и делом Чарльза Старквезера и Кэрил Фьюгейт), совершая массовые убийства в юго-восточной части Соединённых Штатов, забрав при этом жизни 52 человек. В это время за ними следуют две личности, у которых есть большой интерес к Микки и Мэллори, так как за их счёт они хотят приобрести себе известность и славу, а также улучшить свою карьеру. Первый из них — полицейский детектив Джек Скагнетти (Том Сайзмор), который, по-видимому, влюблён в Мэллори и хочет добиться статуса героя, захватив их обоих, но тем не менее отчётливо видно, что у Скагнетти есть мания к серийным убийцам после того, как в возрасте пяти лет он стал свидетелем убийства своей матери Чарльзом Уитменом. Вторым персонажем является журналист Уэйн Гэйл (Роберт Дауни-младший), ведущий шоу «Американские маньяки», изображающего серийных убийц в сенсационной манере. Несколько выпусков его передачи посвящены Микки и Мэллори. Подробно рассказывая о совершённых преступлениях, Гэйл делает вид, что очень шокирован и возмущён, а на самом деле он высоко ценит их поступки, так как это превосходный способ поднять рейтинг его шоу. Именно Гэйл ответственен за то, что вокруг Микки и Мэллори создаётся образ героев. Гэйл показывает в своём шоу интервью, взятые у простых людей, которые восхищаются серийными убийцами, словно звёздами кинематографа.
Заблудившись в пустыне, Микки и Мэллори находят приют у старика из племени навахо (Рассел Минc), который живёт вместе со своим внуком. После того как парочка заснула, старый индеец начинает петь около костра, вызывая в памяти Микки страшные сны о его жестоких родителях. Микки в ярости просыпается и в беспамятстве стреляет в индейца. Микки и Мэллори очень огорчены случившимся, впервые чувствуя себя виновными в убийстве. Мэллори восклицает: «Ты убил жизнь!», намекая на то, что старик заслуживал жизни больше всех их предыдущих жертв. Когда они убегают с этого места по пустыне, их обоих несколько раз кусает гремучая змея.
После этого они отправляются в аптеку, чтобы достать противоядие, но там они сталкиваются с полицией, начинается перестрелка, и в результате Скагнетти захватывает их обоих. Далее события фильма переносятся на год вперёд. Смертоносная парочка заключена в тюрьму, и в скором времени их отправят в больницу для душевнобольных, так как они признаны сумасшедшими.
Скагнетти прибывает в тюрьму и встречается с тюремным начальником Дуайтом МакКласки (Томми Ли Джонс). Вдвоём они придумывают план по избавлению от Микки и Мэллори: МакКласки договорится о том, чтобы именно Скагнетти перевозил Ноксов в клинику для душевнобольных. Оставшись с ними наедине во время транспортировки, Скагнетти пристрелит их якобы за попытку побега. Гэйл также находится в тюрьме и убеждает Микки согласиться на интервью в прямом эфире, которое будет транслироваться сразу же после Суперкубка. Мэллори в это время содержится в одиночной камере и ожидает переезда в психбольницу.
Как и запланировано, Микки даёт интервью Гэйлу. Он говорит о том, что преступление — это нормальная часть человеческой природы, характеризуя убийство как просвещение, и объявляет себя «прирождённым убийцей». Его слова вдохновляют заключённых (которые смотрят интервью по телевизору в комнатах отдыха) и провоцируют их на бунт. Во время бунта заключённые пытают и убивают всех оказавшихся поблизости охранников и их доносчиков.
Начальник МакКласки следует в комнату управления, оставляя Микки наедине с Гэйлом, съёмочной группой и несколькими охранниками. Рассказывая длинный анекдот, заканчивающийся движением руки, отвлекающим внимание, Микки бьёт охранника локтем по лицу и выхватывает из его рук дробовик. Убив большинство охранников, он берёт выживших и съёмочную группу в заложники. Он ведёт их по тюрьме, охваченной бунтом, в поисках Мэллори. Гэйл следует за ним и ведет прямой репортаж о зверских убийствах вокруг него. В это время Мэллори находится в своей камере, жестоко избиваемая Скагнетти за отказ подчиниться его попыткам обольщения (за которые она атаковала его). Всё ещё транслируемые по национальному телевидению, Микки и заложники появляются в камере Мэллори. Микки оказывается в тупиковой ситуации со Скагнетти, когда они оба держат друг друга на мушке. В итоге Микки удаётся заговорить его, и в это время его зверски убивает Мэллори. Съёмочная группа Гэйла убита случайными выстрелами. Один из заложников-охранников подстрелен и позже умрёт от кровотечения.
После того, как они были спасены загадочным заключённым по имени Оуэн (Арлисс Ховард), Микки и Мэллори находят укрытие в забрызганной кровью душевой. В это время Гэйл ломается и сам начинает убивать охранников, обнаружив, что убийство доставляет приятные ощущения.
Микки, Мэллори и Оуэну в конечном счёте удаётся сбежать, пройдя через охрану, держа Гэйла и тюремного охранника в заложниках, но в это время камера Гэйла всё ещё продолжает снимать. После того, как Микки и Мэллори сбежали, МакКласки и его охранники, оказавшись в тупике, были жестоко убиты прорвавшейся толпой заключённых. В режиссёрской версии фильма голову МакКласки надевают на копьё.
После побега Оуэн больше нигде не упоминается. Микки и Мэллори убивают охранника-заложника и сбрасывают его тело, отрываясь от полиции. В сельской местности Микки и Мэллори дают Гэйлу последнее интервью и затем, к его удивлению и ужасу, убивают его, записывая это на камеру.
После этого парочку показывают едущей в кемпере через годы после побега. Микки за рулём, а беременная Мэллори наблюдает за тем, как их дети играют.
Альтернативная концовка: Микки и Мэллори едут в кемпере вместе с заключённым из тюрьмы, который помог им выбраться. Тот берёт ружьё и убивает их.

## В ролях
| Актёр                | Роль                                |
| -------------------- | ----------------------------------- |
| Вуди Харрельсон      | Микки Нокс                          |
| Джульетт Льюис       | Мэллори Нокс                        |
| Роберт Дауни-младший | Уэйн Гэйл                           |
| Томми Ли Джонс       | Дуайт МакКласки                     |
| Том Сайзмор          | детектив Джек Скагнетти             |
| Родни Дэнджерфилд    | отец Мэллори                        |
| Эван Хэндлер         | Дэвид                               |
| Расселл Минс         | старый индеец                       |
| Пруитт Тейлор Винс   | помощник начальника тюрьмы Кевено   |
| Иди МакКлёрг         | мать Мэллори                        |
| Керк Болц            | Роджер                              |
| Эверетт Куинтон      | помощник начальника тюрьмы Уорлицер |
| Маршалл Белл         | полицейский                         |

## Награды и номинации
- 1995 — номинация на премию «Золотой глобус» за лучшую режиссёрскую работу (Оливер Стоун)
- 1995 — две номинации на премию канала «MTV»: лучший поцелуй (Джульетт Льюис и Вуди Харрельсон), лучший экранный дуэт (Джульетт Льюис и Вуди Харрельсон)
- 1994 — три приза Венецианского кинофестиваля: лучшая женская роль (Джульетт Льюис), особое упоминание (Джульетт Льюис), специальный приз жюри (Оливер Стоун), а также номинация на Золотого льва (Оливер Стоун)

## Технические данные
Фильм снимался не только на киноплёнку: новостные сцены сняты видеокамерами Betacam SP. Кроме того, для съёмки отдельных эффектных сцен использовались киносъёмочные аппараты 16-мм и «Супер-8» с последующей оптической печатью. Основная часть фильма снималась на 35-мм киноплёнку в кашетированном формате сферической оптикой. Прокатные фильмокопии отпечатаны в кашетированном формате с соотношением сторон кадра 1,85:1. Оригинальная фонограмма — оптическая цифровая Dolby Digital.

## Саундтрек
Сборник был спродюсирован Трентом Резнором, вышел в 1996 году.

## Последователи
- Эрик Харрис и Дилан Клиболд. В своём дневнике Эрик Харрис упоминал любимый их с Диланом фильм «Прирождённые убийцы», когда обращался к «святому апрельскому утру П У». ПУ — аббревиатура названия фильма «Прирождённые Убийцы», которую они решили использовать в качестве кодового названия теракта.
- Жасмин Ричардсон и Джереми Стейнке вдохновлялись Прирождёнными убийцами для убийства семьи Ричардсон. Джереми описывал фильм как «величайшую историю любви»[8].